# Aéroport H.A.S. Hanandjoeddin
L'aéroport de H.A.S. Hanandjoeddin (code IATA : TJQ • code OACI : WIKT) est un aéroport basé à Tanjung Pandan, la capitale de la province indonésienne de Îles Bangka Belitung,.

## Compagnies et destinations
| Compagnies       | Destinations                                                                       |
| ---------------- | ---------------------------------------------------------------------------------- |
| Citilink         | Djakarta-S.-Hatta                                                                  |
| Lion Air         | Pangkal Pinang-Depati Amir, Palembang-M. Badaruddin II, Pangkal Pinang-Depati Amir |
| Garuda Indonesia | Djakarta-S.-Hatta                                                                  |
| NAM Air          | Djakarta-S.-Hatta, Pangkal Pinang-Depati Amir                                      |
| Wings Air        | Pangkal Pinang-Depati Amir                                                         |

## Situation
| Banda Aceh Denpasar Pangkal · Pinang Tanjung · Pandan Djakarta-Soekarno-Hatta Bengkulu Solo Semarang Pangkalan · Bun Palangkaraya Sampit Palu Djakarta-Halim Perdanakusuma Samarinda Malang Surabaya Balikpapan Ende Kupang Komodo Gorontalo Jambi Bandar Lampung Ambon Tarakan Ternate Manado Gunung · Sitoli Medan Wamena Biak Merauke Timika Jayapura Pekanbaru Batam Tanjung · Pinang Bau-Bau Banjarmasin Makassar Palembang Bandung Pontianak Ketapang Bima Lombok Manokwari Sorong Padang Yogyakarta |

## Trafic et statistiques

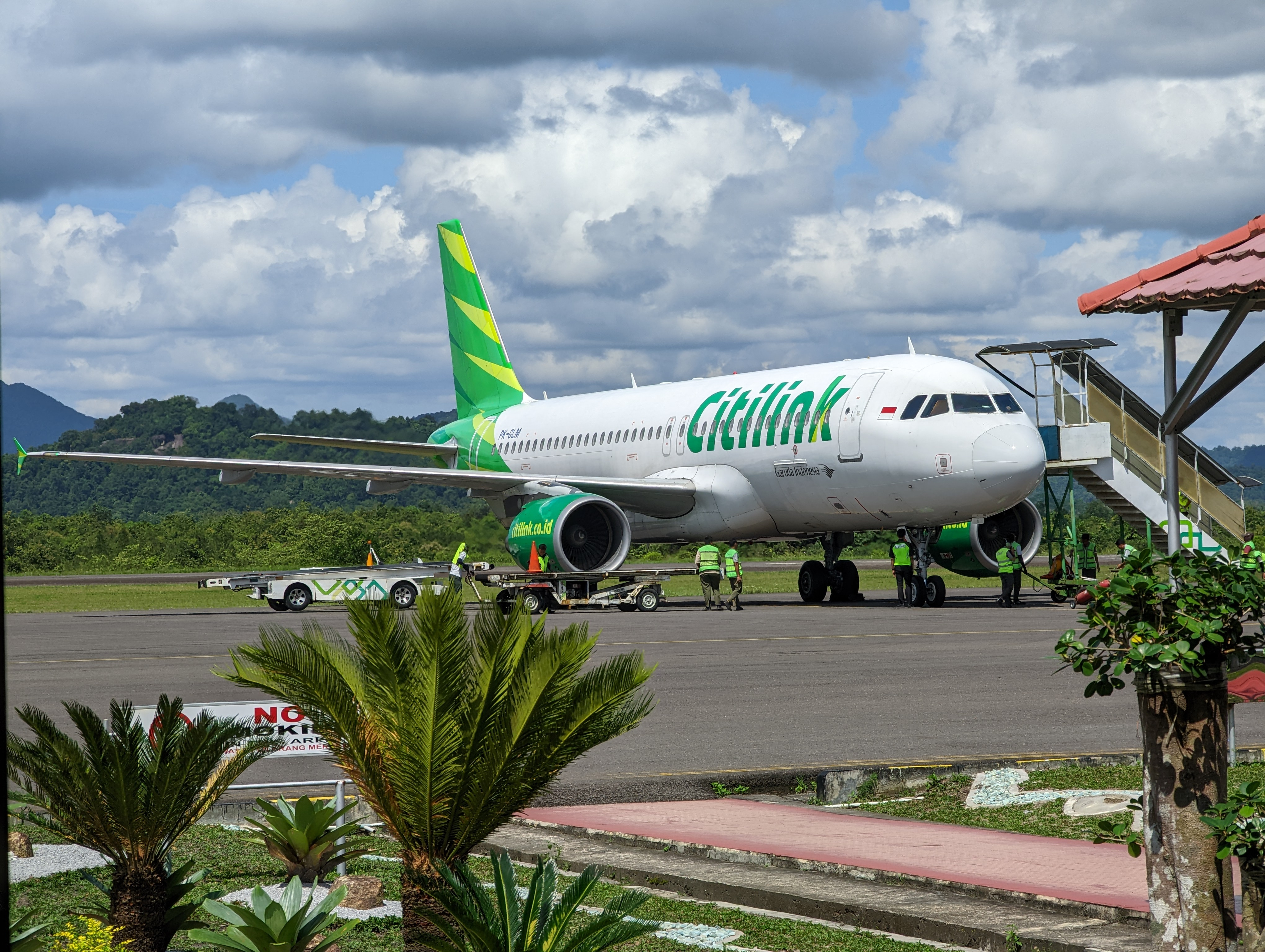
Airbus A320 de Citilink sur l'aéroport H.A.S. Hanandjoeddin

| Rank | Destinations                                                        | Fréquence hebdomadaire | Compagnie                         |
| ---- | ------------------------------------------------------------------- | ---------------------- | --------------------------------- |
| 1    | Modèle:Country data Jakarta Jakarta, Jakarta Special Capital Region | 34                     | Citilink, Lion Air, Sriwijaya Air |
| 2    | Modèle:Country data Bangka Belitung Pangkal Pinang, Bangka-Belitung | 7                      | Lion Air                          |